# Lamouilly
Lamouilly è un comune francese di 97 abitanti situato nel dipartimento della Mosa nella regione del Grand Est.

## Società

### Evoluzione demografica
Abitanti censiti